# خيمة المخيخ
خيمة المخيخ (باللاتينية: Tentorium cerebelli أو cerebellar tentorium) هي امتداد للأم الجافية والتي تفصل المخيخ عن الجزء السفلي من الفص القذالي للمخ.
ارتفاع الضغط داخل القحف يمكن أن يسبب انحشار لأجزاء من المخ في فتحة خيمة المخيخ (والتي تقع بين المخ والمخيخ) مما يؤدي لإنضغاط تلك الأجزاء، على سبيل المثال انضغاط العصب المحرك للعين (وبشكل خاص أليافه السطحية) مما يؤدي إلى توسع الحدقات. هذا النوع من الانحشار يسمى انحشار علوي تميزا له عن الانحشار السفلي الذي تنحشر فيه أجزاء من المخ أو المخيخ في الثقبة الكبيرة للجمجمة.